# Дунаев, Евлампий Александрович

Бюст на Красной Талке

Евла́мпий Алекса́ндрович Дуна́ев (27 сентября [9 октября] 1877, Лежнево, Владимирская губерния — 14 марта 1919, Нижний Новгород) — русский революционер, большевик. Депутат Иваново-Вознесенских и Нижегородских советов рабочих депутатов, член РСДРП.

## Биография

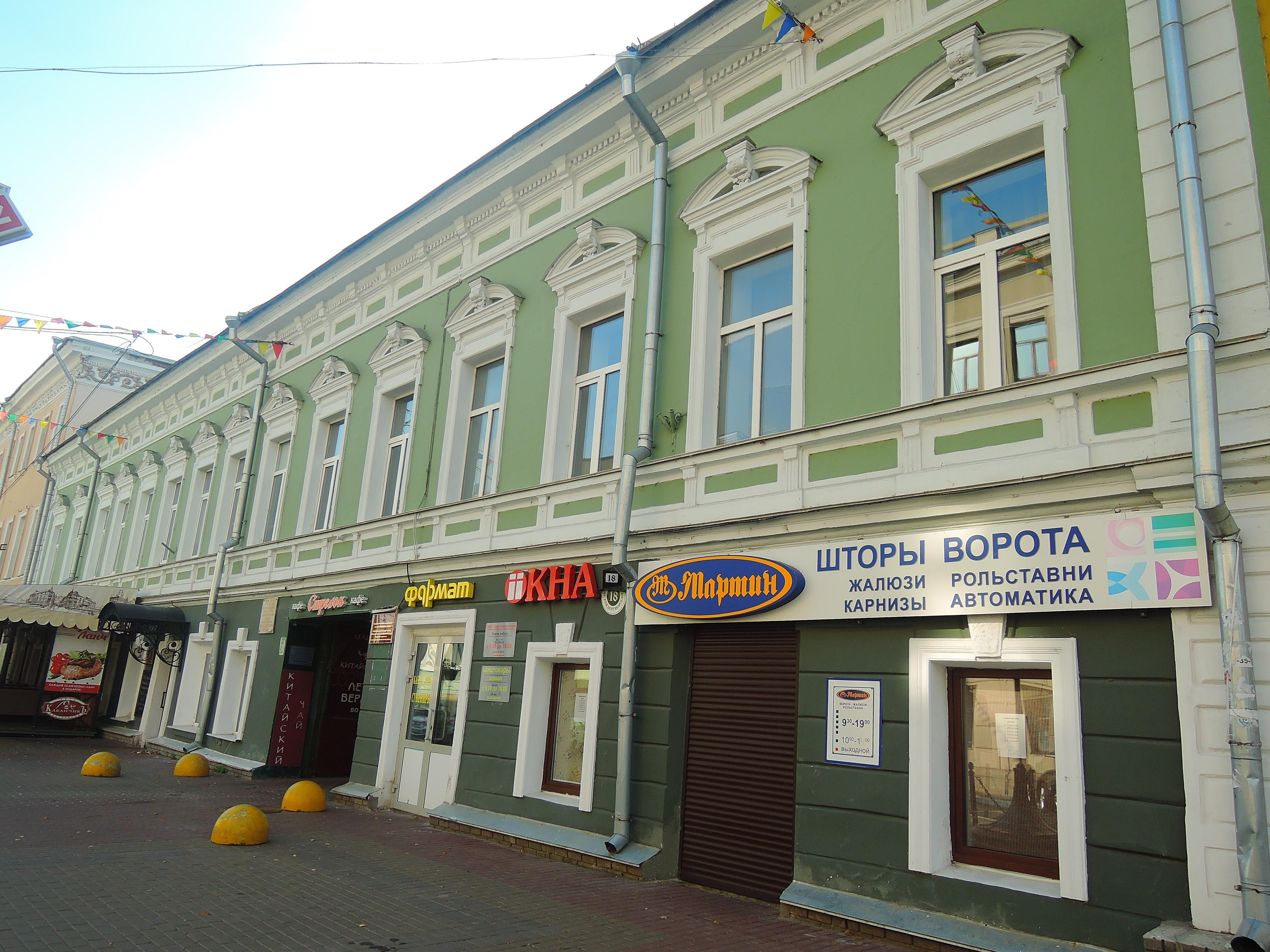
Дом, в котором жил революционер Е. А. Дунаев

Родился в селе Лежнево (Владимирская губерния, сейчас Ивановская область) в семье крестьянина, работал пастухом. Мать Евлампия умерла рано, а отец всё время пил.
В 1894 году уехал в Иваново-Вознесенск (сейчас Иваново) работать на фабрике Н. Гарелина. Вскоре самостоятельно выучил грамоту; организовал на фабрике забастовку из-за низкой зарплаты, после чего был уволен. В декабре 1897 года Дунаев принял участие во всеобщей стачке текстильщиков, где познакомился с С. И. Балашовым, А. Ф. Калашниковым и Ф. А. Афанасьевым. Они приобщили Дунаева к социал-демократическим идеям, а в 1898 году он стал членом РСДРП. В 1900 году последовал первый арест, при обыске были найдены нелегальная литература и документы партийной организации. С 1901 по 1903 года отбывал заключение в петербургских «Крестах». В мае 1905 года в Иваново-Вознесенске начались крупнейшие стачки рабочих, в ходе которых Дунаев был избран депутатом Иваново-Вознесенского общегородского совета рабочих депутатов. В то же время он входил в руководящий центр Иваново-Вознесенской группы РСДРП. Власти и фабриканты же считали его главным зачинщиком забастовок и требовали ареста. Из-за этого он уехал в Москву, в апреле 1906 года под фамилией Сашин принял участие в IV съезде РСДРП в Стокгольме от московской группы партии. В этом же году прибывал в заключении во Владимире, потом вернулся в Москву. В 1907—1909 годах был под арестом в Москве и в ссылке в Вологодской губернии, где познакомился со своей возлюбленной — Софьей Гальпер. Следующие два года вёл под руководством Г. М. Кржижановского подпольную работу в Москве и Петербурге, был за это отправлен в ссылку под гласный надзор в Нижний Новгород. В это время посещал Иваново-Вознесенск для участия в подготовке очередной стачки. В 1914 году уезжает в Петербург, а через полтора года входит в состав Русского бюро ЦК. В декабре 1916 года Дунаева мобилизовали (направили в часть под Шадринском), но ему удалось скрыться в Нижнем Новгороде. Там он жил нелегально. В начале марта 1917 года руководил штурмом Нижегородского кремля, где укрылся губернатор с частью гарнизона, то есть фактически участвовал в Гражданской войне.
Нижегородские рабочие избрали Дунаева заместителем председателя и членом президиума Нижегородского совета. Вскоре он стал членом губкома партии, членом Городской думы от большевиков. С апреля 1918 года возглавлял отдел рабочего контроля Нижегородского совнархоза, часто бывал в командировках. Возвращаясь из Москвы, заразился тифом и умер.
Похоронен на Петропавловском кладбище (захоронение не сохранилось).

## Память
Именем Евлампия Александровича Дунаева названы улицы в Иванове и в Нижнем Новгороде. В мемориале Красная Талка был установлен гранитный бюст.